# 1942年カンタス航空ショートエンパイア撃墜事件

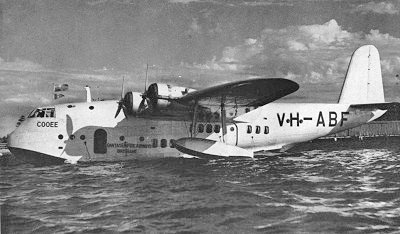
カンタス航空所属の同型機

1942年カンタス航空ショートエンパイア撃墜事件（1942 Qantas Short Empire shoot-down）は、1942年1月30日、カンタス航空所属の飛行艇コリオ号（Corio）が、第二次世界大戦中にオランダ領東インド・西ティモール沖を飛行中、大日本帝国海軍機によって撃墜された事件である。乗員および乗客13人が死亡した。

## コリオ号
ビクトリア州コリオに因んで命名されたコリオ号は、ショート・ブラザーズ製S.23エンパイアの1機で、1938年10月より機体名VH-ABDとしてカンタス航空での運用が始まり、1939年9月にはインペリアル航空へと売却された。イギリスで定期便として運用するにあたって機体名をG-AEUHと改め、後にリースという形で再度カンタス航空の元へと戻されていた。

## 撃墜

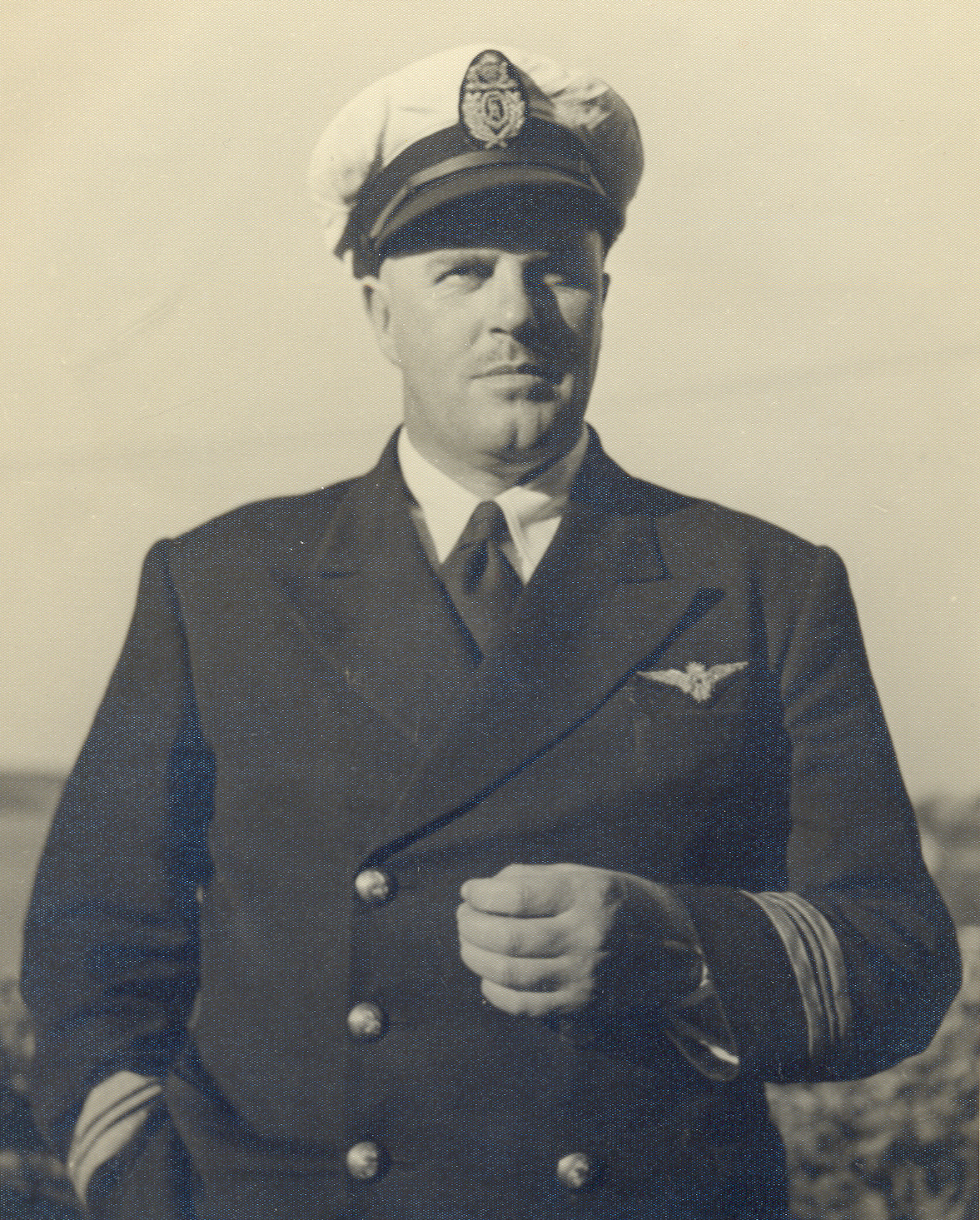
制服姿のコック

1942年1月30日、コリオ号は機長オーブリー・コックを迎えてダーウィンを出発した。コリオ号の任務は、クパンを経由してスラバヤに向かい、日本軍のジャワ島侵攻から逃れてきた避難民をオーストラリアへと避難させるべく収容することだった。
高度120mで西ティモールから24kmの地点に差し掛かった時、コリオ号は7機の零式艦上戦闘機によって銃撃を受けた。コックは直ちに速度を上げて沿岸へと向かった。攻撃を避けるべく、速度は限界の320km/hまで引き上げ、ジグザク飛行を試み、高度は翼下のフロートが水面で弾むほどに下げたという。
それでも追跡から逃れることはできずに繰り返し被弾し、貫通弾によって一部乗員が死傷した。2機のエンジンが炎上して唐突に動力が失われた後、コリオ号は急スピードのまま頭から水面に突っ込み、その衝撃で機体は真っ二つになった。墜落地点はノエルミニ川（Noelmini River）の河口から5.6kmの位置だった。
コリオ号には乗員および乗客18人が搭乗していたが、このうち13人が死亡した。コックは片腕片脚を負傷し、墜落時の衝撃によって機体から放り出されていた。しかし、彼は3時間泳いだ末に陸地へとたどり着くことに成功した。コックとその他生存者は後にオランダ海軍所属のDo 24飛行艇によって救助された。

## その後
コックはその後もパイロットとして勤務を続け、後に別の日本軍作戦機による襲撃や飛行艇墜落事故からも生還している。彼がダーウィン市内の病院で治療を受けていた1942年2月19日には、日本軍による大規模な空襲を受けている（日本のオーストラリア空襲）。
1943年4月22日、コックが機長を務めるカンタス空港所属の飛行艇カミラ号（Camilla）はオーストラリアからニューギニアに向け出発したが、悪天候の中で同機はポートモレスビー沖にて墜落した。